# SC Marchegg
Der SC Marchegg (Langname: „Sportclub Marchegg“) ist ein Fußballverein in der niederösterreichischen Stadtgemeinde Marchegg im Bezirk Gänserndorf. Der Verein gehört dem Niederösterreichischen Fußballverband (NÖFV) an und spielt in der Saison 2024/25 in der 1. Klasse Nord. Der Sportclub trägt seine Spiele im Franz Mittermayer-Stadion mit 1600 Plätzen aus.

## Geschichte
Der Sportclub wurde im Jahre 1920 durch die Fusionierung der beiden Marchegger Vereine 'Edelweiß' und 'Viktoria' gegründet.

In der Saison 1963/64 sicherte sich der Verein den Meistertitel in der niederösterreichischen Landesliga. 

Dem Meistertitel ließ die Mannschaft am 15. August 1964 in der 1. Runde des ÖFB-Cup  einen 1:0-Heimsieg gegen die Wiener Austria vor 5200 Zuschauern folgen. Im Achtelfinale gegen den SK Bischofshofen scheiterte man jedoch mit 1:0.

## Bekannte Spieler und Trainer
- Sascha Bürringer
- Johann Chladek
- Karl Fichtl
- Ľubomír Gogolák
- Walter „Max“ Horak
- Ladislaus Pataki
- Gernot Thomann
- Ewald Zacsek
- Günther Zacsek
- Gerhard Zacsek

## Erfolge
- Niederösterreichische Landesliga:
  - 1 × Meister: 1964
  - 1 × Vizemeister: 1971

- 2. Liga Nord:
  - 3 × Meister: 1950, 1960, 1962

- Oberliga Ost:
  - 1 × Meister: 1984

- 1. Klasse Nord:
  - 2 × Meister: 2009, 2023

- 2. Kreisklasse Nord I:
  - 1 × Meister: 1939

- 2. Klasse Marchfeld:
  - 2 × Meister: 1998, 2008

- VAFÖ Gruppe Marchfeld:
  - 1 × Meister: 1932

- VAFÖ Gruppe Nord:
  - 1 × Meister: 1925